# 팰컨 5
팰컨 5(Falcon 5)는 미국 스페이스X가 개발을 취소한 우주로켓이다.

## 역사
팰컨 5는 멀린 엔진 5개를 1단으로 사용하는 2단 로켓이다. 팰컨 9와 함께, 세계에서 유일한 모든 로켓 단들을 재사용할 수 있는 우주로켓으로 계획했다.
팰컨 5은 새턴 5호 이래로, 엔진을 일부 정지할 수 있는 미국 최초의 우주로켓이다. 즉 1단의 5개 멀린 엔진 중에서 1개가 고장나서 멈춰도, 4개의 멀린 엔진으로 위성 발사를 성공시킬 수 있다. 반면에 우주 왕복선은 엔진 1개가 고장나면 완전한 임무 수행은 불가능했다.
보다 대형인 팰컨 9이 더 경제성이 있다는 판단으로, 팰컨 5의 개발은 취소되었다.